# Distrito de Arwal
Arwal (en bihari; अरवल जिला) es un distrito de India en el estado de Bihar. Código ISO: IN.AR.BW.
Comprende una superficie de 4 839 km². El centro administrativo es la ciudad de Arwal.

## Demografía
Según el censo 2011, contaba con una población total de 699 563 habitantes.